# Prašice
Prašice és un poble i municipi d'Eslovàquia que es troba a la regió de Nitra, al sud-oest del país. El 2011 tenia 2.029 habitants.

## Història
La primera menció escrita de la vila es remunta al 1245.

## Demografia
| Godina             | 1994 | 2004   | 2014   | 2024   |
| ------------------ | ---- | ------ | ------ | ------ |
| Nombre de persones | 2090 | 2066   | 2041   | 1973   |
| Diferència         |      | −1,14% | −1,21% | −3,33% |

| Godina             | 2023 | 2024   |
| ------------------ | ---- | ------ |
| Nombre de persones | 1986 | 1973   |
| Diferència         |      | −0,65% |